# Linea Rossa (metropolitana di Lisbona)
La linea Rossa (in portoghese: linha Vermelha), anche nota come linea dell'Oriente (in portoghese: linha do Oriente), è una linea della  metropolitana di Lisbona, a servizio dell'omonima città, capitale del Portogallo.
È la quarta linea della metropolitana in ordine cronologico, inaugurata il 19 maggio 1998.
La linea comprende 12 stazioni, di cui 3 di interscambio con le altre linee: Alameda con la linea Verde, Saldanha con la linea Gialla e São Sebastião con la linea Blu.
I due capolinea sono Aeroporto e São Sebastião.